# Valsavoia
Valsavoia (anche Valsavoia Scalo) è una contrada del comune di Lentini, in provincia di Siracusa.

## Principato
Il feudo di Valsavoia fu distaccato da quello di Armiggi (o Armicci che si trovava nel territorio di Lentini, Siracusa) quando Carlo Gravina-Cruyllas La Valle e Scammacca, fu investito su questo feudo da re Ferdinando III di Sicilia (IV di Napoli) del titolo di Principe di Valsavoia (commutato da Mazzarà) nel 1763. Detto Carlo, al momento dell'investitura, era già II Barone di Armiggi (o Armicci) – investitura del 27 dicembre 1745 – e III Barone del Cugno (o Cugno di Mazzano), ma non ne prese investitura. I tre titoli rimasero nella stessa Famiglia Gravina-Cruyllas fino a quando Giuseppe Gravina-Cruyllas e Scammacca, V Principe di Val di Savoja, morì nel 1889 celibe e senza discendenti diretti.
Un suo procugino, Don Paolo Moncada Paternò Castello e Crescimano (1807-1894), eredita i titoli nel 1889 come successore nel grado, cui a sua volta spettava come discendente diretto di sua nonna Isabella Gravina y Cruyllas, figlia di Don Carlo Gravina y Cruyllas La Valle e Scammacca  primo acquisitore del titolo di Valdisavoia nel 1763). 
Il figlio del menzionato Paolo, Don Francesco Moncada Paternò Castello (1855-1928), il 15 febbraio del 1906 fu investito del titolo di VII Principe di Valsavoia da re Vittorio Emanuele III (Re d’Italia dal 1900 al 1946).
Da Don Francesco Moncada Paternò Castello, morto celibe e senza figli nel 1928, il titolo passò a suo nipote Don Pietro Moncada Paternò Castello (1893-1974), VIII Principe di Valsavoia, e da questi al suo unico figlio Vincenzo (n. 1933).

## Sito archeologico
Lungo la strada provinciale Lentini-Valsavoia si trova un villaggio preistorico della prima età del Bronzo, risalente al periodo castellucciano (1800-1400 a.C.), con una necropoli con tombe a grotte artificiali. Il sito è oggetto di vincolo dal 1983.